# 片山又一郎
片山 又一郎（かたやま またいちろう、1941年（昭和16年）11月8日 - 2006年（平成18年）12月18日）は、日本の経営学者。
東京生まれ。1964年早稲田大学商学部卒、同大学院商学研究科博士課程満期退学。高千穂商科大学助教授、高千穂大学商学部教授。

## 著書
- 『生鮮食品流通の解明 その病理を解剖する』柴田書店 食品シリーズ 1971
- 『キリンビール独走の秘密 その強存強栄の経営』評言社 1972
- 『ニュー・マーケティング事例研究講座 広告戦略』編著 ビジネス社 1973
- 『渋沢栄一翁の論語処世訓』評言社 1973
- 『生態的マーケティング 企業と消費者の共存』ビジネス社 1975
- 『日本のマーケティング』業種別マーケティング戦略シリーズ 実務教育出版 1975
- 『「ジャスコ」連邦経営の秘密 躍進するビッグチェーン』柴田書店 1977
- 『スーパー業界』ビジネス社 就職ガイドシリーズ 1978
- 『キリン商法対サントリー商法 酒類業界征覇を狙う 独走する企業戦略の秘密』評言社 1979
- 『小林一三と松下幸之助 強運の"事業家"その経営哲学』評言社 1979
- 『日本の流通理論 近代化論の展開と変貌』ビジネス社 1981
- 『伊勢丹100年の商法』評言社 1983
- 『ダイエー「盛」と「衰」の理論的研究 価値多様化時代のスーパー業界』評言社 1984
- 『マーケティングの基本がわかる本 成功する「調査・企画・販促」のすべて これがヒット戦略のセオリーだ!』PHP研究所 1984
- 『小売主導型マーケティング革命 メーカーの時代は終った』ビジネス社 1986
- 『ジャスコ「現場の英雄たち」』評言社 1986
- 『ニュー・ファッション化社会 DC現象の読み方』ビジネス社 1986
- 『大塚製薬「ヒット商品」開発戦略』評言社 1987
- 『堤清二超常識の経営』経林書房 1987
- 『電通対リクルート 情報社会の担い手、2大企業の経営戦略の秘密』評言社 1988
- 『大塚製薬飲む繊維「ファイブミニ」の奇跡』評言社 1989
- 『知的産業化社会のマーケティング 工業社会から生活社会へ』日通総合研究所 日通総研選書 1989
- 『マーケティングの基本知識 消費者優位の時代に対応する製品開発から販促・流通まで 実践にすぐ役立つ!』PHP研究所 1989　のち文庫
- 『日立「革新宣言」 いま日立の陽は昇る』評言社 1990
- 『ニッカ「ブレンド」戦略 通の時代に飛翔する いまサントリーが射程距離に入ってきた』評言社 1991
- 『流通の基本知識 その仕組みから将来動向まで完全解説 この一冊で全体像がわかる!』PHP研究所 1991
- 『テスティモはなぜ売れたのか 大ヒット商品を生んだカネボウの戦略とは』PHP研究所 1993
- 『マーケティングの基本的発想。』総合法令 スイスイ読める法令選書 1993
- 『マーケティング早わかり読本 市場攻略のヒントをつかめ! 基礎から応用まで100のポイントを見開き解説』PHP研究所 1993
- 『逆転する流通 生活者からの発想』評言社 1994
- 『平成流通革命』評言社 1994
- 『岐路に立つビジネスマン われわれは負けてはいられない』評言社 1995
- 『パートナーシップ・マーケティング 時代は「競争」から「共創」へ』ビジネス社 1996
- 『流通創造 系列崩壊からネットワーク組織へ』ビジネス社 1996
- 『マーケティングの基本がわかる・できる 生活者起点から環境主義マーケティングへ』ビジネス社 1998
- 『マーケティングの現代知識 新手法を早わかり!!』PHP研究所 1999
- 『環境経営の基本知識 循環型経済社会とマーケティング戦略』評言社 2000
- 『現代生活者試論 類型化と展開』白桃書房 2000
- 『マーケティングの戦略知識 現代手法を早わかり!!』評言社 2000
- 『売ろうとしなくても売れるマーケティング営業』プレジデント社 2002
- 『顧客という「資産」を最大化する法 カスタマー・エクイティの創造』日本実業出版社 2002
- 『マーケティングを学ぶ人のためのコトラー入門』日本実業出版社 2003
- 『ドラッカーに学ぶマーケティング入門』ダイヤモンド社 2004
- 『ドラッカーに学ぶマネジメント入門 マーケティング発想が最高の成果をあげる』ダイヤモンド社 2004
- 『マーケティング・ケーススタディ 優良日本企業8社の顧客創造戦略』プレジデント社 2005

### 共編著
- 『流通チャネル戦略　ニュー・マーケティング事例研究講座』編著 ビジネス社 1973
- 『生活者と食品 流通と消費の原点を探る』編著 柴田書店 食品シリーズ 1976
- 『流通業界』宇野政雄,市川繁共著 教育社新書 産業界シリーズ 1977
- 『現代広告論』共著 実教出版 1978
- 『百貨店のカルチャー・マーケティング 成熟市場への挑戦』編著 ビジネス社 1980
- 『調整マーケティング戦略 脱・メーカー主導型販売』岡本正耿共著 ビジネス社 1983
- 『商品知識の要点』大江宏共著 評言社 中小企業診断士試験 1985
- 『東急ハンズ「手づくり商法の秘密」』岡本正耿共著 評言社 1986
- 『販売管理の要点』編著 評言社 中小企業診断士試験 1986
- 『中小企業診断士試験基本200問200答 共通編』編著 評言社 1987
- 『マーケット・トレンド・ウォッチング 近未来の流行がみえてくる この50のデータで"売れ筋"の方向がわかる』片山又一郎とグループM 著 PHP研究所 1990
- 『中小企業診断士試験新基礎用語辞典』坪根斉,岡田匡令共編 評言社 1993

## 注
1. ↑  『「現代物故者事典」総索引 : 昭和元年～平成23年 2 (学術・文芸・芸術篇)』日外アソシエーツ株式会社、2012年、291頁。
2. ↑  『現代日本人名録』